# جيرونيمو ستيلتون
جيرونيمو ستيلتون مسلسل رسوم متحركة إيطالي من إنتاج شركة مونسكوب قروب وراي فيكشن عرض لأول مره في 15 سبتمبر 2009 ولا زال مستمر. تمت دبلجة المسلسل للغة العربية وعرض على قناة الجزيرة للأطفال.

## الإنتاج
Atlantyca الترفيه، صاحبة حقوق المسلسل قررت، لتطوير وإنتاج سلسلة الرسوم المتحركة. وقد تم إنتاج 26 حلقة من 22 دقيقة في الموسمين الأولين. وفي 14 أكتوبر 2014، تولت Atlantyca الترفيه الاستفادة من معرض MIPCOM الدولي أن تعلن اتفاقها مع استوديو تتخذ من فرنسا مقرا Superprod لإنتاج مغامرات جديدة من جيرونيمو ستيلتون، مع مشاركة شركة راي الايطالية. سوف تكون هذه السلسلة الكرتون العلامة التجارية الجديدة ميزة القصص تتحرك بشكل أسرع من المعروف دوليا الفأر الصحفي جيرونيمو ستيلتون. [4] وفقا إيطاليا الأخبار من شبكة الإنترنت، أعلنت Atlantyca الترفيه الحلقة الأولى من الموسم الثالث الذي بثته أكتوبر 2016 على راي 2.

## الشخصيات
جيرونيمو ستيلتون: بطل الرواية الرئيسي من المسلسل التلفزيوني جيرونيمو ستيلتون. انه ليس فقط ناشر المتواضعة الجريدة والقوارض، ولكن أيضا رئيس المجموعة ستيلتون وسائل الإعلام. حبه للمعرفة هو القوة الرئيسية له في الرسوم المتحركة، فضلا عن شعوره الأخلاق والآداب العامة. انه لا يزال قليلا من الأخرق، وهذا لا بد ان تكون المصدر الرئيسي للالفكاهة لهذه السلسلة. تبين أنه في الواقع يقود واحدة من المجموعات منشورات الأكثر نجاحا في world.Voiced من قبل بريان دروموند.
ثيا هي الشقيقة الصغرى جيرونيمو، وهي بالعكس تماما عن جيرونيمو عندما يتعلق الأمر فس مغامرة. في الكتب جيرونيمو عندما يكون في مأزق لكن في المسلسل التلفزيوني أنها عادة ما تساعده. انها تحب تقريبا بقدر ما تحب ركوب دراجة نارية لها أو ترفع طائرتها. مراسلة خاصة لجريدة القوارض، وثيا دائما على الدعوة لنقل الفريق إلى مغامرات جديدة، ودائما على استعداد للقفز إلى عمل. ادت صوتها سارة ادموندسون.
تشانكال: هو ابن عم جيرونيمو ل. تشانكال لا يعمل من أجل الجريدة والقوارض، ولكن يسافر مع جيرونيمو عندما كان يسمى جرا. تشانكال قليلا من مهرج ويحب اللعب الحيل على الناس، وخاصة جيرونيمو، الذي يعتبره ساذجا. تشانكال لديه قلب كبير وأنه لا يلعب النكات أن يكون متوسط. جيرونيمو يعتقد انه على تشانكال الانضمام إلى العالم الحقيقي بينما يعتقد تشانكال على جيرونيمو أن يمرح ادى صوت تشانكال ريتشارد كوكس.
```
فرحان: هو ابن أخيه البالغ من العمر 12 عاما من جيرونيمو في الرسوم المتحركة (عمره 9 سنوات في الكتب)، ويوصف بأنه «شبه عبقرية» على أجهزة الكمبيوتر والالكترونيات. هو دينامية ورفع معنوياته (على الرغم من الصبر قليلا في بعض الأحيان) ويحب التزلج والرياضة بقدر ما كان يحب أجهزة الكمبيوتر. وهو يعمل مع عمه في الجريدة الرسمية والقوارض، وتشغيل بلوق أخبار الكمبيوتر بعد المدرسة. يحب أن يأتي مع أقوال غير تقليدي مثل «نحن على متن القطار مجنون لمدينة جبن!». مختلفة جدا من الكتاب.
```

زيزفونة: هي أفضل صديق بنيامين. باندورا متحمس جدا حول المغامرات التي يسافر بها جيرونيمو. وأنها غالبا ما تأتي على طول للركوب. وقالت إنها تحب ثيا، لأنهم مشاركة مماثل، حماسة عالية الحماسية للحياة. تحب زيزفونة أيضا تحب عمل النكات على جيرونيمو، حتى انها وتشانكال تحصل على طول بشكل جيد. زيزفونة لديها ميل ليشتت انتباهه بسهولة، والتي يمكن أن يؤدي بها إلى الخطر. لديها باندورا أيضا الهامستر المعروف باسم «السيد يقضم». تم العثور على باندورا في وقت لاحق إلى أن تكون ابنة جيرونيمو.
سالي Ratmousen هو الخصم الرئيسي في الرسوم المتحركة. وهي ناشر صحيفة ديلي الجرذ، وهو «الجريدة القوارض في» الصورة منافس. يبدو سالي باعتبارها السبب الرئيسي للمشكلة لطاقم ستيلتون عندما يكونون في مدينة الفأر الجديدة، وكانت لديها ة شخصية ضعيفة ضد جيرونيمو ستيلتون. ادت صوتها باتريشيا دريك.
سيمون يعمل لصحيفة ديلي الجرذ كمساعد شخصي سالي Ratmousen. ان سيمون تفعل أي الأعمال القذرة لسالي، وليس بسبب التفاني في القصة، وشركة أو لسالي. سيمون يحمي وظيفته في جميع التكاليف، وكما هو معروف للذهاب إلى أبعد من ذلك في حفر التراب على بعض الفأر الشهير في مدينة الفأر الجديدة. ادى صوته بريان دروموند.

## روابط خارجية
- http://www.scholastic.com/titles/geronimostilton/index.htm
- جيرونيمو ستيلتون على موقع IMDb (الإنجليزية)
- جيرونيمو ستيلتون على موقع نتفليكس (الإنجليزية)
- جيرونيمو ستيلتون على موقع فيلمافينيتي (الإسبانية)
- جيرونيمو ستيلتون على موقع ليتربوكسد (الإنجليزية)
- جيرونيمو ستيلتون على موقع كينوبويسك (الروسية)
- جيرونيمو ستيلتون على موقع قاعدة بيانات الفيلم (الإنجليزية)